# Iszlamista Dzsihád Mozgalom Palesztinában
Az Iszlamista Dzsihád Mozgalom Palesztinában (arabul:  حركة الجهاد الإسلامي في فلسطين) vagy Palesztin Iszlamista Dzsihád (PIJ) egy damaszkuszi palesztin iszlamista szervezet, amelyet 1981-ben alapítottak. A PIJ, a Hamász és hat további szervezet tagjai a Palesztin Erők Szövetségének, amelyek elutasítják az Oslói Egyezményt. A PIJ nem támogatja a két állami megoldást, Izrael pusztulása a célja. Nem tagja a Palesztinai Felszabadítási Szervezetnek.
A PIJ-t terrorszervezetnek tekinti többek között az Egyesült Államok, az Európai Unió, az Egyesült Királyság, Japán, Kanada és Izrael is. Többször is megtámadtak már izraeli civileket, amelyre az IDF gyakran válaszolt.
Irán a PIJ legnagyobb pénzügyi támogatója, amely mellett Szíria is adott juttatásokat a szervezetnek. A PIJ megköszönte a támogatást a Hezbollahnak, a Dél-szudáni iszlamista ellenállásnak és kiemelve Haszan Naszr Alláhnak.

## Tevékenység

### Háborús tevékenységek
A Palesztin Iszlamista Dzsihád több háborús tevékenységet is magára vállalt. Több, mint 30 öngyilkos merényletet vittek véghez. 2001-ben a Hamásszal ellentétben folytatta öngyilkos merényleteit, mikor az szüneteltette ilyen tevékenységeit. A szervezet tevékenysége nemzetközi jog alatt illegálisnak számít.

#### Támadások listája
- 1987 augusztusa: a PIJ magára vállalta egy izraeli parancsnok meggyilkolását a Gázai övezetben.[1]
- 1989 júliusa: Tel-Aviv és Jeruzsálem közötti buszvonal megtámadása, legalább 14-en meghaltak (két kanadai, egy amerikai) és több tucatnyi ember megsérült. Ugyan öngyilkos merényletnek tervezték, az elkövető túlélte.[10]
- 1990. február 4.: a PIJ magára vállalt egy lövöldözést Egyiptomban, amelyben 11 ember elhunyt és 17 megsérült.[11]
- 1992 februárja: a Vasvillák éjszakáján meggyilkoltak három alvó izraeli katonát késekkel, baltákkal és egy vasvillával.
- 1993 decembere: megöltek egy izraelit, David Mashrati-t egy busz megtámadása alatt.
- 1994 áprilisa: felrobbantottak egy autóbombát, amelyben meghalt 9 ember és megsérült 50.
- 1995 januárja: bombatámadás Netánja közelében, amelyben meghalt 18 katona és 1 civil.[12]
- 1995 áprilisa: bombatámadás Netzarimban és Kfar Daromban. Az első bomba megölt 8 embert (többek között az amerikai Alisa Flatow-t) és 30-an megsérültek egy izraeli buszon. A második támadás egy autóbomba volt, amelyben 12-en megsérültek.
- 1996 márciusa: bombatámadás egy Tel-Aviv-i bevásárlóközpontban, amelyben meghaltak 20-an és 75-en megsérültek.
- 2000 novembere: autóbomba Jeruzsálemben egy piacon, amelyben meghaltak ketten és 10-en megsérültek.[13]
- 2002 márciusa: bombatámadás, amelyben meghalt 7 ember és 30-en megsérültek egy Názáretbe tartó buszon.[13]
- 2002 júniusa: 18 embert megöltek a Megiddo-csomópontban.[12]
- 2002 júliusa: duplatámadás Tel-Avivban, amelyben öten meghaltak és 40-en megsérültek.
- 2002 novembere: 12 katona és biztonsági személy meghalt egy hebroni támadásban.[14]
- 2003 májusa: 3 ember meghalt és 83 megsérült egy öngyilkos merényletben Afulában.
- 2003 augusztusa: bombatámadás, amelyben meghalt 21 ember és 100 megsérült egy jeruzsálemi buszon.[13]
- 2003 októbere: egy bomba megölt 22 embert és 60-an megsérültek egy haifai étteremben.
- 2005 októbere: egy bombatámadás egy haderai piacon, amelyben 7-en elhunytak és 55-en meghaltak.
- 2006 áprilisa: egy bomba megölt 11 embert és 70-en megsérültek Tel-Avivban.
- 2007 januárja: az Al-Aksza Mártírjainak Brigádja és a PIJ is magára vállal egy öngyilkos merényletet egy eilati pékségben, amelyben meghaltak 3-an.[12]
- 2007 júniusa: egy sikertelen támadás az IDF ellen, egy Gáza és Izrael közti átkelőhelyen, mikor el akartak rabolni katonákat. az Al-Kudsz Brigád és az Al-Aksza Mártírjainak Brigádja vélhetőleg felhasználnak egy "TV" és "PRESS" feliratú autót, hogy megtámadjanak egy katonai tornyot. Az IDF megölt egy terroristát, míg a többiek elmenekültek. Sok újságíró negatívan reagált a felhasznált autóra. A Közel-keleti Human Rights Watch Sarah igazgatója Sarah Leah Whitsonn a következőt mondta: "Felhasználni egy autót újságírói feliratokkal, hogy katonai támadást vigyenek véghez, a háborús törvények megszegése és veszélyezteti az újságírókat."[15] A szervezet tagadta, hogy feliratozták volna az autót.[16]
- 2009. március 26.: két Iszlamista Dzsihád-tagot bebörtönöztek "izraeli pilóták és tudósok tervezett meggyilkolásáért."
- 2012. november 15.: az Iszlamista Dzsihád kilőtt két Fajr-5-ot Tel-Aviv felé Gázából, egy egy lakatlan területen landolt, a másik pedig a tengerben.[17]
- 2013. június 24.: hat rakétát lőttek Izraelbe.[18][19][20]
- 2014 márciusa: a PIJ és további iszlamista csoportok több, mint 100 rakétát lőttek Dél-Izraelbe. Március 14-én March Shalah bejelentette, hogy a támadást a Hamásszal együtt hozták létre.[21]

### Szociális tevékenységek
Az Iszlamista Dzsihád több hívő szervezetet is irányít palesztin területeken, amelyen társadalmi szervezetként vannak regisztrálva, mecseteket, iskolákat és kórházakat működtetnek, amelyek ingyenes szolgáltatásokat ajánlanak. Mint egyéb iszlamista szervezetek, ezeket a Palesztin Nemzeti Hatóság bezáratott többet is. Egy óvodai évzárón gyerekeket katonai ruhákba öltöztek, Izrael ellenes szlogeneket kiabáltak, fegyvereket lengettek és arról beszéltek, hogy felrobbantanák magukat, hogy megöljék a cionistákat.
Az Iszlamista Dzsihád több nyári tábort is szervez gyerekeknek. 41 nyári tábort nyitottak összesen, amelyekre 2010-ben 10,000 gyerek jelentkezett.

## Fontos tagok

### Főtitkárok
- Fathi Shaqaqi: a PIJ alapítója, 1981–1995, Moszad emberei meggyilkolták.
- Ramadan Shalah: a PIJ alapítója, 1995–2018.
- Ziyad al-Nakhalah: 2018–napjainkig.

### További tagok
- Mahmoud Tawalbe: vezető Jeninben, meggyilkolva a Defensive Shield hadművelet alatt egy IDF Caterpillar D9 által, 2002-ben.
- Mahmoud Seader: vezető Hebronban.
- Hanadi Jaradat: női öngyilkos merénylő, elkövette a Maxim éttermi merényletet 2003. október 4-én.
- Mohammed Dadouh: gázai parancsnok, meggyilkolva Izrael által, 2006. május 21.
- Mahmoud al-Majzoub: a Shura Tanács tagja, egy autóbomba ölte meg, 2006. május 26-án.
- Husam Jaradat: janini parancsnok, meggyilkolva Jeninben, 2006. augusztus 30-án.[25]
- Ayman al-Fayed: parancsnok a Gázai övezetben, meggyilkolva a Bureij-i menekülttáborban, 2008. február 16-án.[26]
- Khaled Shalan: parancsnok, akit megölt egy izraeli rakétatámadás, amely eltalálta autóját, 2009. március 4-én.[27]
- Baha Abu al-Ata: vezető, akit egy izraeli rakétatámadás ölt meg Gázában, 2019. november 12-én.[28]
- Akram al-Ajouri: vezető, aki túlélt egy izraeli rakétatámadást Damascusban 2019. november 12-én, de lánya és fia meghalt.[29]
- Khaled al-Batsh: a PIJ jelenlegi vezetője a Gázai övezetben.[30]

## Lásd még
- 2021-es Izrael–Palesztina-krízis
- Hamász
- Arab–izraeli konfliktus